# Tornos calcasiata
Tornos calcasiata là một loài bướm đêm trong họ Geometridae.